# Toni Söderholm
Toni Kristian Söderholm (Kauniainen, 14 aprile 1978) è un allenatore di hockey su ghiaccio ed ex hockeista su ghiaccio finlandese.

## Carriera

### Giocatore
Nel corso della sua carriera ha indossato le maglie di UMass Minutemen (1998-2002), HIFK (2002-2005, 2008-2015), SC Bern (2005-2007), Frölunda HC (2007-2009) e EHC München (2015/16).
Con la nazionale finlandese ha partecipato a tre edizioni dei campionati mondiali (2004, 2005 e 2007), conquistando la medaglia d'argento in quella del 2007.

### Allenatore
Dal 2018 è l'allenatore della nazionale di hockey su ghiaccio maschile della Germania.

## Palmarès

### Club
- Campionato finlandese: 1

HIFK: 2010-2011
- Campionato tedesco: 1

Red Bull München: 2015-2016

### Nazionale
- 1 medaglia:
  - 1 argento (Russia 2007)

### Individuale
- DEL2 Coach of the Year: 1

2017-2018